# 古典力学
古典力学（、英: classical mechanics）は、量子力学が出現する以前のニュートン力学や相対論的力学を指す。物理学における力学に関する研究のうち、量子論を含むものを「量子力学」とするのに対し、量子論を含まないものを指してそう呼ぶ。
古典力学はマクロな物質の運動、例えば弾道計算や機械動作、宇宙船、星、銀河などの天体の運動に関する研究に使われている。そして、それらの領域に対して、とても精度の高い結果をもたらす、最も古く最も広範な科学、工学における領域のうちの一つである。古典力学は光速に近い場合には特殊相対性理論を用いることによってより一般な形式を与えることとなる。同様に、一般相対性理論は、より深いレベルで重力を扱うこととなる。古典力学は現代でもさかんに研究されている分野である。

## 歴史
17世紀初頭、ティコ・ブラーエによる精密な測定をもとに、ヨハネス・ケプラーは天体が楕円軌道を描くと結論付けた。ガリレオは地上物体の落下の加速運動を研究した。それらを基にしてアイザック・ニュートンや同時代の多数の自然哲学者が数理物理の体系を創設した。
初期の古典力学はしばしば、ニュートン力学として引用される。物理的概念や、数学的方法論がニュートンによって用いられ創られたことによる。より抽象的で一般的な方法論としてラグランジェ力学やハミルトン力学が挙げられる。古典力学における多くの事項は、18世紀から19世紀にかけて作られ、それらはニュートンの仕事からかけ離れたものとなっている（特に解析力学等は）。